# نویکیرشن (کنول)
شهر نویکیرشن (به آلمانی: Neukirchen) در ایالت هسن در کشور آلمان واقع شده‌است.